# Vita Malt
Vita Malt est une marque de boissons maltées sans alcool fabriquées et originaires de Saint-Vincent-et-les-Grenadines aux Caraïbes. Son goût peut être décrit comme une bière sucrée et non fermentée.